# (4537) Valgrirasp

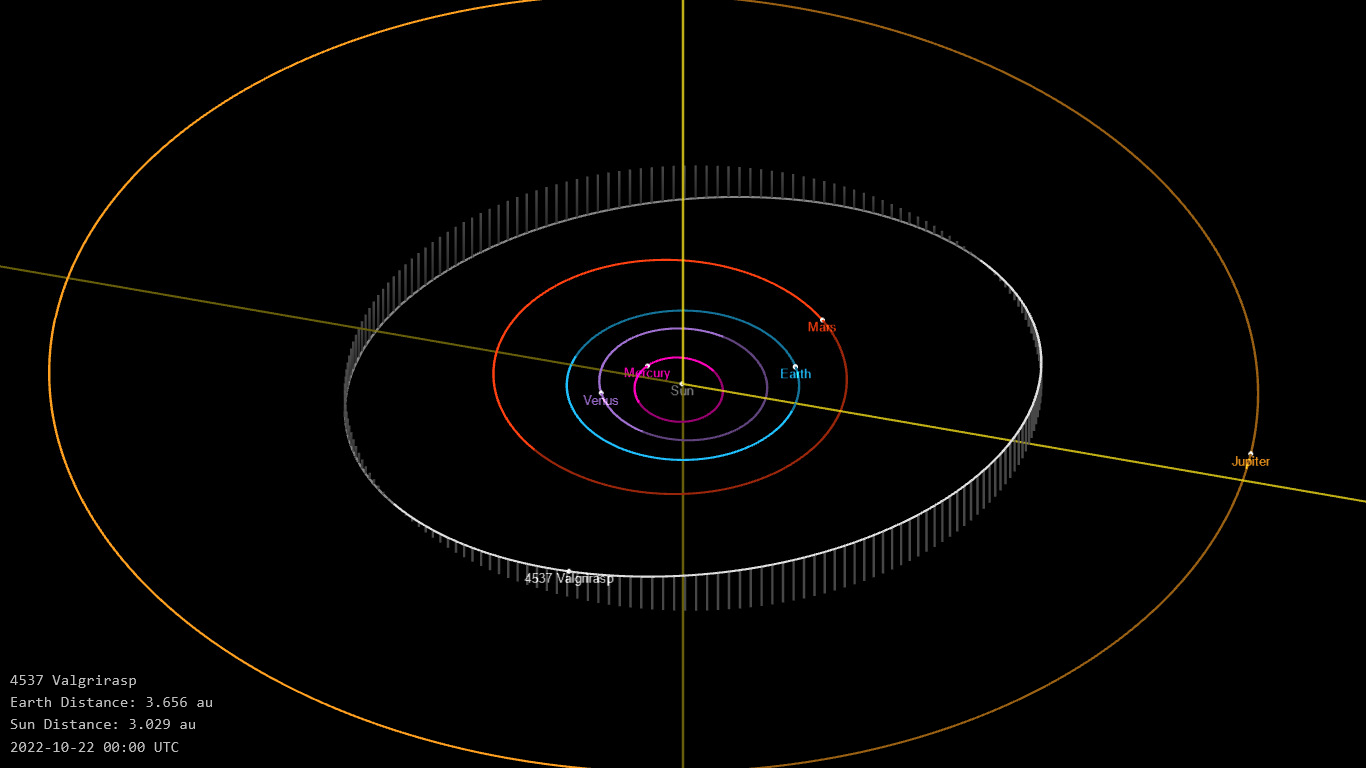

(4537) Valgrirasp est un astéroïde de la ceinture principale.

## Description
(4537) Valgrirasp est un astéroïde de la ceinture principale. Il fut découvert le 2 septembre 1987 à Nauchnyj par Lioudmila Tchernykh. Il présente une orbite caractérisée par un demi-grand axe de 3,01 UA, une excentricité de 0,04 et une inclinaison de 8,8° par rapport à l'écliptique.

## Compléments